# Livio Ferraro
Livio Ferraro (San Martino di Lupari, 13 marzo 1944) è un ex calciatore italiano, di ruolo attaccante.

## Carriera
Nella stagione 1964-1965 gioca in Serie C con la maglia del Marzotto; viene riconfermato anche per la stagione 1965-1966, nel corso della quale con 34 presenze e 13 reti in campionato è sia il giocatore con più presenze in stagione che il capocannoniere stagionale della squadra veneta. A fine anno viene ceduto al Palermo, società di Serie B. Qui, durante la stagione 1966-1967 fa il suo esordio nella serie cadetta, campionato in cui va a segno in 2 occasioni nell'arco di 13 presenze. Nell'estate del 1967 viene ceduto al Taranto, con cui nella stagione 1967-1968 segna 3 gol in 32 presenze in Serie C; nella stagione 1968-1969 contribuisce invece alla vittoria del campionato (e quindi alla promozione in Serie B dei pugliesi) con 6 reti in 27 presenze; viene riconfermato dal Taranto anche per la stagione 1969-1970, disputata in Serie B: nel corso del campionato Ferraro segna 4 reti in 26 presenze, per poi passare a fine anno all'Acquapozzillo Acireale. Qui, nella stagione 1970-1971 gioca un campionato in Serie C, segnandovi un gol in 30 presenze, al termine del quale fa ritorno al Taranto, con la cui maglia nel corso della stagione 1971-1972 segna un gol in 16 presenze nel campionato di Serie B.
In carriera ha giocato complessivamente 59 partite in Serie B, nel corso delle quali ha anche segnato 7 reti.

## Palmarès

### Club

#### Competizioni nazionali
- Serie C: 1

Taranto: 1968-1969